# ROOTERS
『ROOTERS』（ルーターズ）は、浪川大輔の2枚目のミニアルバム。2011年7月13日にKiramuneから発売された。

## 概要
前作『I.D.』から約1年1か月ぶりのリリースであり、2011年1作目の作品。
前作同様、豪華盤（LACA-35123）、通常盤（LACA-15123）の2種リリースであり、前者にはアルバムリード曲の「Only Love」のPV、メイキング映像、トレーラーが収録されたDVDが同梱されている。また、初回生産分特典としてメッセージカードが封入された。
本作のコンセプトは「頑張ろうの気持ちを届ける」であり、自身の気持ちが込められたアルバムになっている。
2011年7月25日付のオリコン週間アルバムチャートでは48位を獲得し、自己最高順位を更新した。

## 批評
『CDジャーナル』は、「キャッチーなポップメロディ、ロックナンバーなどの爽やかかつ華やかな曲、バラードやノリのいい曲などの親しみやすい曲という構成になっている。」と批評した。

## 収録曲
1. Only Love [4:23]
作詞：森月キャス、作曲・編曲：大西克巳
2. Wonder fool world [3:57]
作詞：kenko-p、作曲：AKIRASTAR、編曲：大西克巳
3. Natural [4:07]
作詞：春和文、作曲・編曲：大西克巳
4. JAM packed TRAIN [4:27]
作詞：leonn、作曲・編曲：渡辺徹
5. Dreamer [3:47]
作詞：Mio Aoyama、作曲：秋田兼幸、編曲：日比野裕史
6. Oh My Friend [4:59]
作詞：森月キャス、作曲・編曲：R・O・N

## DVD
豪華盤のみ同梱。
1. Only Love（MUSIC CLIP）
2. making of 'ROOTERS'
3. TRAILER